# José Luis Espinosa Arroyo
José Luis Espinosa Arroyo (Los Barrios, Cádiz, 14 de julio de 1991) más conocido como Tiri es un futbolista español que juega en la demarcación de defensa para el Mumbai City Football Club de la Superliga de India.

## Trayectoria
Nacido en Los Barrios, provincia de Cádiz, Tiri comenzó su carrera en Cádiz CF. Formaría parte del equipo filial durante 3 temporadas y tendría dos apariciones en el primer equipo del Cádiz CF, la primera ocurrió el 10 de mayo de 2009 a la edad de 17 años mientras jugaba los últimos 25 minutos de una victoria por 2-1 de Segunda División B contra CD Guadalajara. 
El 1 de septiembre de 2010, Tiri jugó los 90 minutos completos de una derrota en casa 3–1 del CE L'Hospitalet en la primera ronda de la Copa del Rey, en el Estadio Ramón de Carranza. 
En 2012, Tiri fue cedido al Atlético de Madrid para jugar en el filial de Segunda División B, con el que descendería a Tercera División en la temporada 2014-15.
El 18 de junio de 2015, Tiri firmó con el Atlético Kolkata que era el campeón de la Superliga india. Hizo su debut el 7 de octubre de 2015, jugando un empate completo en el 1–1 frente al FC Goa.
En enero de 2016, Tiri regresó al Atlético Madrid B, pero dos meses después rescindiría su contrato con el Atlético Madrid  y regresaría al Atlético Kolkata con el que ganaría la Superliga de India.
El 24 de enero de 2017, Tiri regresó a la Tercera División de España, firmando con el Marbella FC en su Andalucía natal. 
En julio de 2017, Tiri regresó a la máxima categoría india para jugar en las filas del Jamshedpur FC, en el que jugaría todos los encuentros de la liga, terminando en quinto lugar.
Durante la temporada 2019-20, Titi viviría su quinta temporada en el fútbol indio y se convertiría en capitán del Jamshedpur FC dirigido por Antonio Iriondo.
Para la temporada 2020-21, firma por el ATK Mohun Bagan FC, club recién fusionado entre ATK y Mohun Bagan AC para ponerse a las órdenes de Antonio López Habas, club con el que ganaría la Superliga India en 2016.
El 6 de julio de 2023, firma por el Mumbai City Football Club de la Superliga de India.

## Clubes
| Club                      | País   | Año               |
| ------------------------- | ------ | ----------------- |
| Cádiz Club de Fútbol "B"  | España | 2009-2012         |
| Cádiz CF                  | España | 2009-2010         |
| Atlético Madrid B         | España | 2012-2015         |
| ATK (club de fútbol)      | India  | 2015              |
| Atlético Madrid B         | España | 2016              |
| ATK (club de fútbol)      | India  | 2016              |
| Marbella FC               | España | 2017              |
| Jamshedpur FC             | India  | 2017 - 2020       |
| ATK Mohun Bagan FC        | India  | 2020 - 2023       |
| Mumbai City Football Club | India  | 2023 - Actualidad |

## Palmarés

### Campeonatos nacionales
| Título             | Club                 | País  | Año  |
| ------------------ | -------------------- | ----- | ---- |
| Superliga de India | ATK (club de fútbol) | India | 2016 |